# Pouèmo
 (avril 2016).
Si vous disposez d'ouvrages ou d'articles de référence ou si vous connaissez des sites web de qualité traitant du thème abordé ici, merci de compléter l'article en donnant les références utiles à sa vérifiabilité et en les liant à la section « Notes et références ».
Pouèmo (Poème) est le grand œuvre écrit en provençal (avec traduction française en regard de l'auteur) par le poète Max-Philippe Delavouët (1920-1990).
Bien qu'ayant paru en cinq volumes, Pouèmo est un seul et même poème.
Max-Philippe Delavouët a laissé le nom de Pouèmo à ce vaste ensemble où, disait-il, le héros central est le poème lui-même, en train de se faire, d’évoluer.
Pouèmo s’ouvre avec Pouèmo pèr Evo, œuvre fondatrice de 134 strophes et de plus de huit cents vers sur quoi s’appuie et s’élance l’ensemble de Pouèmo.

## Réception de l’œuvre
« 
La rencontre du poète avec les éléments est si fraîche, si spontanée, si puissante que tout ce qu’il voit, tout ce qu’il entend, tout ce qu’il sent (…) devient vérité intérieure dans l’effacement des frontières entre le monde du dedans et celui du dehors ; tout devient manifestation de l’esprit incarné dans les éléments extérieurs (…) Chaque chose rencontrée sur son chemin lui dévoile un secret qui est le fondement de la poésie vraie, forte et saine. Une poésie de la plénitude qui donne la joie de vivre. »
— David Shahar, revue Levant, numéro 5 

## Extraits
« 
Vaqui : tout coume iéu moun paraulage es nus,
mi mot an rèn de rar, es de mot de semano
qu'abihe de dimenche en counservant soun us,
mai en voulènt moustra sa frescour soubeirano,
lou pur de sa primo cansoun
e, à travers chascun, li causo coume soun.
 »
— Mas-Felipe Delavouët, Pouèmo pèr Evo
Traduction de l'auteur :
« 
Voilà : tout comme moi mon langage est nu,
mes mots n'ont rien de rare, ce sont des mots de semaine
que j'endimanche, en conservant leur usage
mais en voulant montrer leur souveraine fraîcheur,
la pureté de leur chanson première
et, à travers chacun, les choses telles qu'elles sont.
 »
— Max-Philippe Delavouët, Poème pour Eve

## Éditions
Poésie
- Quatre cantico pèr l’age d’or (Quatre cantiques pour l’âge d’or) réunissant Cantico dóu bóumian que fuguè torero (Cantique du gitan qui fut torero) ; Cantico de l'ome davans soun fiò (Cantique de l’homme devant son feu) ; Cantico pèr lou blad (Cantique pour le Blé) ; Cantico pèr nosto amo roumano (Cantique pour notre âme romane), lithographies d’Auguste Chabaud, Bayle-Vert, 1950.
- Uno pichoto Tapissarié de la Mar (Une petite Tapisserie de la Mer), bois gravés d’Henri Pertus, Bayle-Vert, 1951.
- Pouèmo pèr Evo (Poème pour Eve), bois gravés de Jean-Pierre Guillermet, Bayle-Vert, 1952.
- Istòri dóu Rèi mort qu’anavo à la desciso (Histoire du Roi mort qui descendait le fleuve), Bayle-Vert, 1961.
- Amour di Quatre Sesoun (Amour des Quatre Saisons), Bayle-Vert, 1964.
- Camin de la Crous (Chemin de la Croix), Bayle-Vert, 1966.
- Fablo de l’Ome e de si soulèu (Fable de l’Homme et de ses Soleils), Bayle-Vert, 1968.
- Pouèmo I : Pouèmo pèr Evo (Poème pour Eve) ; Courtege de la Bello Sesoun (Cortège de la Belle Saison) ; Blasoun de la Dono d’Estiéu (Blason de la Dame d’Eté) ; Cansoun de la mai auto Tourre (Chanson de la plus haute Tour) ; Ço que Tristan se disié sus la mar (Ce que Tristan se disait sur la mer), Ed. José Corti, 1971.
- Pouèmo II : Danso de la pauro Ensouleiado (Danse de la Pauvre Ensoleillée) ; Camin de la Crous (Chemin de la Croix) ; Pèiro escricho de la Roso (Pierre écrite de la Rose) ; Istòri dóu Rèi mort qu’anavo à la desciso (Histoire du Roi mort qui descendait le fleuve) ; Lou Pichot Zoudiaque ilustra (Le petit Zodiaque illustré) ; Lusernàri dóu Cor flecha (Lucernaire du Cœur fléché), Ed. José Corti, 1971.
- Pouèmo III : Balado d’aquéu que fasié Rouland (Ballade de celui qui faisait Roland), Ed. José Corti, 1977.
- Pouèmo IV : Inferto à la Rèino di mar (Offrande à la Reine des mers) ; Ouresoun de l’Ome de vèire (Oraison de l’Homme de verre) ; Dicho de l’Aubre entre fueio e racino (Dire de l’Arbre entre feuilles et racines), C.R.E.M., Saint-Rémy-de-Provence, 1983.
- Pouèmo V : Cant de la tèsto pleno d’abiho (Chant de la tête pleine d’abeilles), C.R.E.M., Saint-Rémy-de-Provence, 1991.
- Cansoun de l'amour dificile (Chanson de l'amour difficile), Bayle-Vert, 1993.
- Cansoun de la Printaniero (Chanson de la Printanière), illustrations de Charles-François Philippe, Bayle-Vert, Grans, 2005.

Poésie, rééditions
- Cantico pèr nosto amo roumano (Cantique pour notre âme romane), C.R.D.P., 1979.
- Cantico dóu bóumian que fuguè torero (Cantique du gitan qui fut torero), C.R.E.M., Saint-Rémy-de-Provence, 1990.
- Fablo de l’ome e de si soulèu (Fable de l’homme et de ses soleils), C.R.E.M., Saint-Rémy-de-Provence, 1996.
- Cantico pèr lou blad (Cantique pour le blé) et Cantico de l’ome davans soun fiò (Cantique de l’homme devant son feu), C.R.E.M., Saint-Rémy-de-Provence, 2001.
- Pouèmo pèr Evo (Poème pour Eve), Centre Mas-Felipe Delavouët, Grans, 2010.
- Courtege de la bello sesoun (Cortège de la belle saison), C.M.-F.D., Grans, 2012.
- Istòri dóu rèi mort qu’anavo à la desciso (Histoire du roi mort qui descendait le fleuve), C.M.-F.D., Grans, 2013.
- Cansoun de la mai auto tourre (Chanson de la plus haute tour), C.M.-F.D., Grans, 2014.
- Lou pichot Zoudiaque ilustra (Le petit Zodiaque illustré), C.M.-F.D., Grans, 2015.
- Amour di Quatre Sesoun (Amour des Quatre Saisons), C.M.-F.D., 2015 [réédition en fac-similé réduit].
- Ço que Tristan se disié sus la mar (Ce que Tristan se disait sur la mer), C.M.-F.D., 2017.
- Blasoun de la Dono d’Estiéu (Blason de la Dame d’Eté), C.M-F.D., 2017.
- Danso de la pauro Ensouleiado (Danse de la pauvre Ensoleillée), C.M.-F.D., 2018.
- Camin de la Crous (Chemin de la Croix), C.M.-F.D., 2019.

## Sources
- Claude Mauron, Bibliographie de Mas-Felipe Delavouët, Centre de Recherches et d’Études Méridionales, 1992.
- Claude Mauron, Bibliographie de Mas-Felipe Delavouët : premier supplément, Centre de Recherches et d’Études Méridionales, 2001.
- Claude Mauron, La vie et l’œuvre de Max-Philippe Delavouët : notice bio-bibliographique, dans Polyphonies no 21-22, hiver 1996-1997, p. 49-52.
- Max-Philippe Delavouët, Conversations - Paraulo : entretiens publiés ou enregistrés de 1953 à 1990, A l’asard Bautezar !, 2020